# Parafia Najświętszego Serca Pana Jezusa w Gardnie
Parafia pw. Najświętszego Serca Pana Jezusa w Gardnie – parafia rzymskokatolicka, należąca do dekanatu Gryfino, archidiecezji szczecińsko-kamieńskiej, metropolii szczecińsko-kamieńskiej. 
W parafii posługują księża archidiecezjalni. Według stanu na wrzesień 2018 proboszczem parafii był ks. Tadeusz Lipiński. Po wrześniu 2018 r. proboszczem został ks. Przemysław Pokorski.  

## Miejsca święte

### Kościół parafialny
Kościół Najświętszego Serca Pana Jezusa w Gardnie

### Kościoły filialne i kaplice
- Kościół Podwyższenia Krzyża Świętego w Kartnie[1]
- Kaplica Miłosierdzia Bożego w Wysokiej Gryfińskiej[1]
- Kościół Najświętszej Maryi Panny Matki Kościoła w Żelisławcu[1]